# Henoticus californicus
Henoticus californicus är en skalbaggsart som först beskrevs av Mannerheim 1843.  Henoticus californicus ingår i släktet Henoticus, och familjen fuktbaggar. Arten förekommer tillfälligt i Sverige, men reproducerar sig inte.